# Isabel Meyrelles
 (décembre 2023).
La mise en forme du texte ne suit pas les recommandations de Wikipédia : il faut le « wikifier ».
Les points d'amélioration suivants sont les cas les plus fréquents. Le détail des points à revoir est peut-être précisé sur la page de discussion.
- Les titres sont pré-formatés par le logiciel. Ils ne sont ni en capitales, ni en gras.
- Le texte ne doit pas être écrit en capitales (les noms de famille non plus), ni en gras, ni en italique, ni en « petit »…
- Le gras n'est utilisé que pour surligner le titre de l'article dans l'introduction, une seule fois.
- L'italique est rarement utilisé : mots en langue étrangère, titres d'œuvres, noms de bateaux, etc.
- Les citations ne sont pas en italique mais en corps de texte normal. Elles sont entourées par des guillemets français : « et ».
- Les listes à puces sont à éviter, des paragraphes rédigés étant largement préférés. Les tableaux sont à réserver à la présentation de données structurées (résultats, etc.).
- Les appels de note de bas de page (petits chiffres en exposant, introduits par l'outil «  Source ») sont à placer entre la fin de phrase et le point final[comme ça].
- Les liens internes (vers d'autres articles de Wikipédia) sont à choisir avec parcimonie. Créez des liens vers des articles approfondissant le sujet. Les termes génériques sans rapport avec le sujet sont à éviter, ainsi que les répétitions de liens vers un même terme.
- Les liens externes sont à placer uniquement dans une section « Liens externes », à la fin de l'article. Ces liens sont à choisir avec parcimonie suivant les règles définies. Si un lien sert de source à l'article, son insertion dans le texte est à faire par les notes de bas de page.
- La présentation des références doit suivre les conventions bibliographiques. Il est recommandé d'utiliser les modèles {{Ouvrage}}, {{Chapitre}}, {{Article}}, {{Lien web}} et/ou {{Bibliographie}}. Le mode d'édition visuel peut mettre en forme automatiquement les références.
- Insérer une infobox (cadre d'informations à droite) n'est pas obligatoire pour parachever la mise en page.

Pour une aide détaillée, merci de consulter Aide:Wikification.
Si vous pensez que ces points ont été résolus, vous pouvez retirer ce bandeau et améliorer la mise en forme d'un autre article.
Isabel Meyrelles, née en 1929 à Matosinhos est une sculptrice, traductrice et poète, seule femme portugaise historiquement associée au surréalisme.

## Biographie
Née à Matosinhos, Isabel étudie à Porto avant de s'installer à Lisbonne en 1949 pour des cours avec le sculpteur António Duarte. Son père était l'un des gérants d'une entreprise coloniale liée à des plantations angolaises de sucre (la Raffinerie Angola à Matosinhos), mais Isabel est plus proche d'une enfance passée librement auprès de sa grand-mère et de sa tante dans le village de Sendim. Elle devient amie des artistes et poètes Mário Cesariny et Cruzeiro Seixas, qui appartiennent au groupe dissident des surréalistes portugais, appelé Os Surrealistas, malgré la misogynie des autres membres. Les trois louent un abri de pêcheurs sur Costa da Caparica, une zone de plages encore déserte au sud de Lisbonne, où Isabel pratique le nudisme et participe aux rituels occultes improvisés avec amusement par le groupe sur les falaises. Surnommée Fritzi par ses amis, Isabel fait scandale en fumant la pipe sur la terrasse d'un café et est arrêtée à plusieurs reprises pour avoir l'air d'un homme travesti en femme . « Il y a très peu de normativité dans ce que je fais. Je n'ai jamais pensée que j'appartenais au groupe surréaliste, j'étais une femme différente des autres. Ils étaient comme des chats effrayés lorsqu'ils me voyaient, pour eux j'étais un monstre : 'est-ce une femme?!' s'alarmaient-ils », se souvient Isabel en 2022. La chape de plomb de la dictature fasciste au Portugal, l'emmène à s'installer à Paris en 1950, où elle étudie sculpture à l'École Nationale Supérieure des Beaux-Arts et littérature médiévale à la Sorbonne. 

## La LibrairieL'Atome(1963-1967) et la science-fiction
En 1963, Isabel Meyrelles reprend le fonds de la librairie L'Atome à Paris, et la réouvre au 6 rue de Grenelle. L'écrivaine portugaise Luiza Neto Jorge y travaillera pendant deux ans. La fondatrice de la librairie, Valérie Schmidt, avait décidé d'ouvrir une galerie, après avoir dirigé depuis 1953 la première librairie spécialisée en science-fiction au monde: La Balance, devenue L'Atome en 1957. L'exposition qu'elle organise à ses débuts en 1953, Présence du Futur, fait de la librairie un centre intellectuel fréquenté par Raymond Queneau, Boris Vian ou Michel Butor. Beaucoup considéraient la science-fiction comme un développement avancé du surréalisme, intégrant les modifications scientifiques et technologiques. La librairie était proche également des Lettristes, y organisant une exposition d'Isidore Isou en 1960.
Isabel Meyrelles possédait une vaste bibliothèque du genre et considérait ses sculptures comme proches du fantastique. « Mai 1968 venait d'avoir lieu. On parlait de plus en plus des thèmes qui étaient des vieux chevaux de bataille de la science-fiction : l’écologie, la parapsychologie, l’excès de population, le danger atomique, etc. », précise Isabelle. En 1970, elle est invitée à participer au Congrès mondial de science-fiction qui se tient à Heidelberg en Allemagne: c'est lors de ces Worldcon qui est attribué le Prix Hugo, le plus important pour la littérature de science-fiction. Cette année là, il sera attribué pour la première fois de son histoire à une femme: La Main gauche de la nuit de Ursula K. Le Guin, autour d'une société androgyne qui anticipe l'écoféminisme et les études queer et décoloniales. Isabel deviendra l'un des membres fondateurs de la Convention européenne de la science-fiction en tant que représentante du Portugal. En 1976, elle publie en portugais Le sexe dans la science-fiction moderne, une anthologie d'auteurs français autour de la sexualité dans la SF . L'anthologie comprenait les écrivaines Nathalie Henneberg, Jacqueline H. Osterrath et Christine Renard, en résonance avec l'intérêt croissant du féminisme pour la science-fiction, comme le rappelle son introduction à l'ouvrage : « Comment fera-t-on l'amour au 23e siècle ? Avec l'aide des machines les plus folles, c'est le cas de le dire, et avec l'aide de petites créatures appelées Danas, achetées sur d'autres planètes et très semblables aux femmes ! Toute introduction du pénis est interdite et passible de castration. Ceci afin d'éviter la propagation désordonnée de l'espèce. Un homme pourra trouver une compagne idéale dans un robot entièrement automatique, il lui suffira de tripoter un petit bouton, dissimulé à l'endroit habituel. Mais s'il est gentleman, il ne le fera pas, bon sang ! (...) On découvrira des planètes sur lesquelles il y a trois sexes : le féminin qui est vraiment féminin, le neutre qui est masculin, et le masculin qui se tourne vers l'un ou l'autre, portant les germes de la génération de l'un à l'autre. » En 1977, elle organise deux expositions sur le thème L'art dans la science-fiction à Lisbonne et à Porto.

## Botequim(1971-1977) et Natália Correia

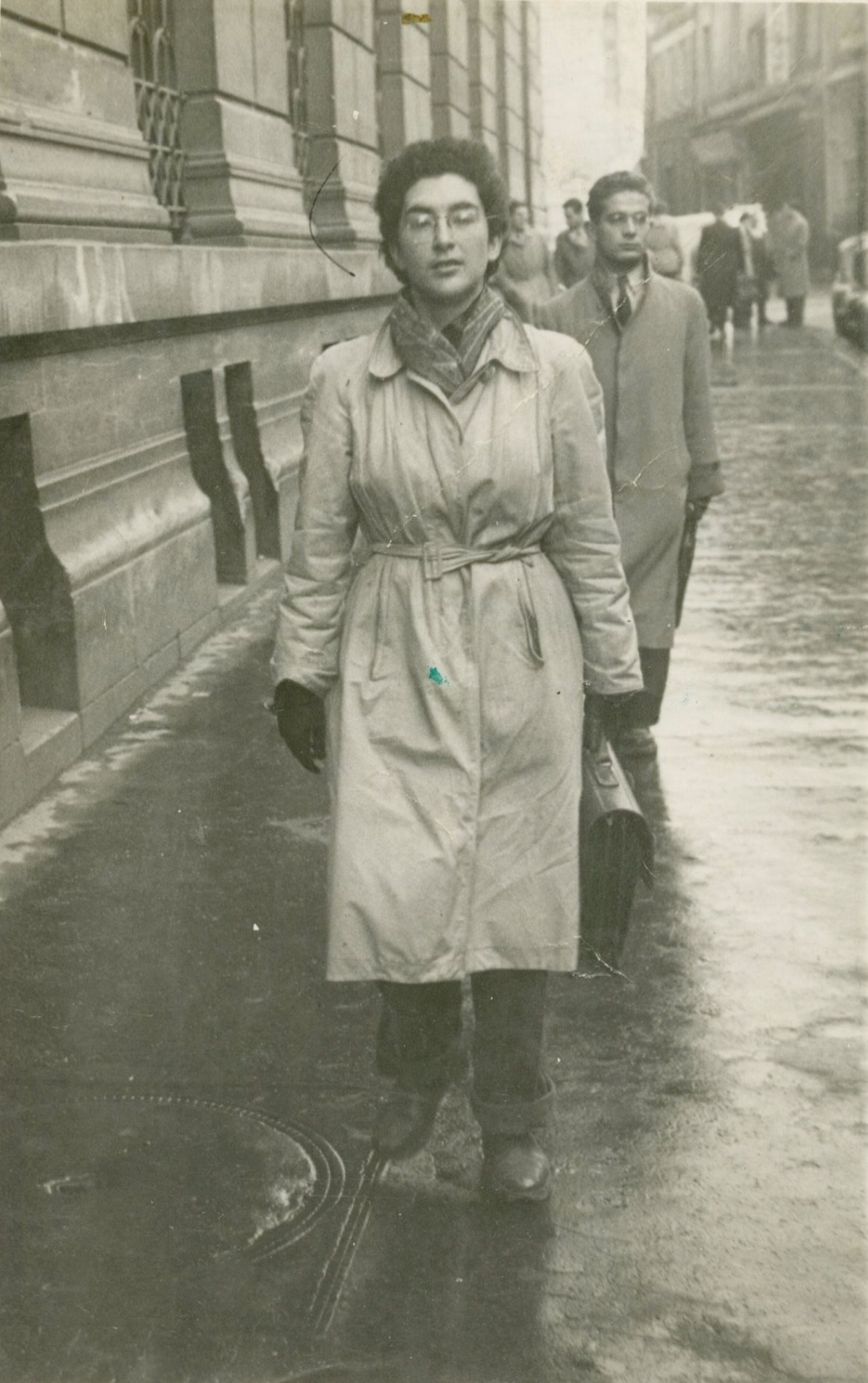
Isabel Meyrelles, étudiante à la Sorbonne, rue de l'École de Médecine, Paris, 1951.

Isabel Meyrelles rencontre l'écrivaine Natália Correia en 1949, chez l'artiste hongroise Hansi Staël, basée à Lisbonne. « Avant cela, elle ne savait pas qu'il était possible pour une femme de tomber amoureuse d'une femme » évoque Susana Moreira Marques  à propos d'Isabel, alors âgée de 20 ans. L'ambiguïté de genre d'Isabel a suscitée l'intérêt de Natália qui lui a proposée de la prendre comme modèle, car elle ne voulait poser nue pour aucun sculpteur masculin . Natália venait d'épouser un météorologiste américain et a posé chez elle dans le quartier Lapa, près du Museu National d'Art Ancien. De la sculpture, il ne reste qu'une seule photographie, car le troisième mari de Natália, propriétaire d'un hôtel, ne supportait pas la relation intime que la sculpture exposait et l'a achetée, la faisant ensuite disparaître. Natália avait suggérée à Isabel de vendre la sculpture pour une somme considérable, ce qui lui a permis de s'installer à Paris.
L'artiste surréaliste Cruzeiro Seixas, un ami proche d'Isabel Meyrelles, évoque la passion qui a uni les deux femmes : « Natália était volage, mais elle a eu une relation que tout le monde connaît avec une de nos amies très proches, qui était Isabel Meyrelles » ,. Lorsqu'Isabel visitait le Portugal, elle séjournait chez Natália, rue Rodrigues Sampaio, dans une chambre à côté de la sienne avec une porte communicante, tandis que son mari dormait dans la chambre au bout du couloir. Ensemble, elles ont écrit un cadavre exquis inspiré des techniques surréalistes, avec une dimension ouvertement lesbienne : « Et rien ne pourra arrêter son élan / à travers l'heure / dans laquelle notre ombre / est l'indicateur de mes jours / complets dans la lenteur de mes mains / envahissant tes membres ", "Il est trop tard pour rencontrer la nuit / trop tard pour pénétrer ton corps / où la rumeur de la mer est la voix que tu m'as destinée / parce que je ne suis que l'ombre d'une fleur dans le vent / piégée dans les épaules du jour qui s'éloigne de nous ». Lorsqu'Isabel organise une Anthologie de la poésie portugaise du XIIème au XXème siècle (1971), publiée chez Gallimard, elle y inclura et traduira Natália Correia pour la première fois en langue française.
Avec la désillusion qui a suivi l'enthousiasme révolutionnaire de mai 1968 à Paris, Isabel décide de retourner au Portugal avec le projet d'ouvrir un restaurant, suivie peu de temps après par sa compagne Emilienne Paoli. En 1971, elle fonde avec Natália Correia la Société Correia e Meyrelles, Lda. et ouvre le Botequim (Bistrot) dans une ancienne charbonnerie du quartier Graça, qui deviendra l'un des centres névralgiques de la vie intellectuelle et bohème de Lisbonne, avant et après la Révolution des Oeillets : « un espace capable d'anticiper le Portugal futur », selon Natália Correia . Il y avait treize tables, à la demande de l'écrivaine, des canapés rouges, un piano, des lampes Art Nouveau et des gravures d'Alfons Mucha ramenées de Paris. Isabel était responsable de la cuisine et allait rarement en salle. Après trente ans de relation, la sculptrice quitte le Botequim en 1977 pour rentrer en France : « Je suis passée d'amie à cuisinière, ce qui était difficile à supporter. J'en suis partie en courant, avec une dépression nerveuse qui a pris du temps à s'en aller » . Leur relation s'arrêterait là. Sur le point de rentrer en France, Isabel publie un recueil de poèmes, Le Livre du Tigre, qui évoque Natália et constitue l'une des œuvres en portugais les plus remarquables sur l'amour entre femmes. Le bistrot Botequim est toujours ouvert à Lisbonne.
Natália Correia participera en mai 1982 aux Rencontres  Être (homo)sexuel , organisées au Centre National de Culture à Lisbonne, considérées comme le premier grand débat public sur l'homosexualité au Portugal ,. Isabel Meyrelles participera aux éditions du Festival européen d'écriture lesbienne et gay, organisés à Rotterdam (Satisfiction, 1989) et à Paris (Anticipations, 1990, coordonné par Geneviève Pastre). Ses lectures font alors forte impression et elle est traduite (par Paula Jordão / Université de Leyde) et photographiée en majestueuse butch iconique (par Gon Buurman) dans Lust & Gratie, le magazine culturel lesbien d'Amsterdam, tandis que Le Livre du Tigre sera réédité à Paris par les Editions Geneviève Pastre.

## Reconnaissance
En 1998, Penelope Rosemont l'a incluse dans l'anthologie de référence Surrealist Woman, publiée par University of Texas Press.
En 2004, les éditions Quasi ont publié Poesia, une anthologie de sa poésie avec une préface de Perfecto E. Cuadrado, qui a également organisé son exposition Museu dinâmico de metamorfoses à la Fondation Cupertino de Miranda cette année-là.
En 2019, la Fondation Cupertino de Miranda (Famalicão) a organisée une restrospective en son honneur,.
En 2022, Ricardo Clara Couto réalise le documentaire Isabel Meyrelles : Le dragon qui fume. 

## Œuvres
Parmi ses œuvres littéraires figurent :
- Em Voz Baixa / À voix basse (1951)
- Palavras Nocturnas / Mots nocturnes (1954)
- O Rosto Deserto / Le visage désert (1966)
- Anthologie de la poésie portugaise (1971)
- Labyrinthe du chant de Mário Cesariny (en tant que traductrice, 1974)
- Le livre du tigre (1976)
- Le Messager des Rêves, publié dans l'anthologie : Poesia (2004).